# Вёшенское восстание
Вёшенское восстание, также Верхнедонское восстание, Вёшенский мятеж (11 марта — 8 июня 1919) — восстание донских казаков против большевистской власти, установившейся на территориях Верхне-Донского округа после их занятия силами Южного фронта Красной Армии в январе−марте 1919 года.
В конце 1918 — начале 1919 года Царицынский фронт рассыпался. Донская армия и многие казаки разошлись по домам. Но занимавшие территории красные части «начали репрессии против Церкви», что и вызвало восстание. Одним из лозунгов восставших был: «Советы без коммунистов». Восстание отвлекло часть сил красных и способствовало созданию ВСЮР — объединения Донской и Добровольческой армий, ставшего самой мощной антисоветской силой в Гражданской войне.

## Предыстория
Осенью 1918 года донские казаки, выгнав красных за границы Области, не стремились продвигаться дальше. Первой волной массового дезертирства в ноябре стали 200 казаков 2-го Верхне-Донского пешего полка, снявшиеся с фронта и ушедшие в родную Вёшенскую, где находился штаб Северного фронта во главе с генералом Ивановым. Штабные договорились с мятежниками, и те, выдав офицерам 12 зачинщиков, были перевооружены и отправлены назад на фронт. По дороге, узнав о расстреле зачинщиков, мятежные казаки решили идти на чужой, Калачеевский участок фронта. Командование нехотя согласилось присоединить их к тамошнему 28-му конному полку (также состоявшего из казаков Верхне-Донского округа). В это время, в начале января 1919 года, «замитинговали» также казаки Казанского и Мигулинского полков. Они также отправились в тыл, где в Калаче столкнулись с частью отправленного на переформирование 28-го полка, к которому уже присоединились вёшенские мятежники. Казанский и Мигулинский полки пошли по домам, а казаки 28-го полка решили заключить мир с красными и разгромить «кадетский» штаб в Вёшенской. Устроив собрание, 28-й полк выбрал командиром Якова Фомина, комиссаром (по аналогии с красными частями) — Ивана Мельникова. 14 января полк, поредевший из-за дезертирства чужих станичников, вошёл в Вёшенскую, хотя и не спешил нападать на штаб. В тот же день 32-й Вёшенский полк также бросил фронт.
Штабные офицеры пытались вызвать карательные части для подавления мятежа, но с рассыпающегося фронта оттянуть кого-то не было возможности. В ночь на 17 января генералы бежали из станицы, а мятежники объявили на 18 число окружное собрание. Мнения на нём разделились, но в итоге решили отправить к красным переговорщиков для заключения мира. На следующий день встревоженный Краснов прибыл в Каргинскую, где пытался поднять казаков в поход на Вёшенскую. Получив отказ, он удалился в Новочеркасск, своей слабостью только ускорив события. Узнав об этом, Фомин арестовал штаб Северного фронта, а станичники Казанской также решили заключать мир с красными. Их делегация отправилась на фронт и заключила со 112-м Богучарским полком (тоже не стремившимся покидать родную губернию) мирный договор с условием не вторгаться на Дон, и обещав самим установить у себя советскую власть. 22 января Фомин издал приказ о новой власти, без «предателя трудового казачества Краснова», и также начал переговоры о мире.
24 января Оргбюро ЦК ВКП(б) постановило начать массовый террор по отношению к казачеству. Фронт окончательно рассыпался; казаки с нижнего Дона, обходя мятежников, отступали маршем к родным землям, устойчивые части верхнедонцев шли с ними, другие разошлись по домам. 30 января Богучарский полк занял Казанскую. Ещё через несколько дней 33-й полк Московской рабочей дивизии занял Вёшенскую, где Фомин практически безуспешно попытался рекрутировать казаков на борьбу с «кадетами». В это же время Сокольников, опасаясь вооружённых восстаний, пытался отговорить советское руководство от массовых репрессий по отношению к казакам, но Свердлов согласился с Сырцовым, предлагавшим казнить всех воевавших против красных. 9 февраля самопровозглашённый комиссар округа Фомин был заменён Василием Калюжным из Могилёва. В тот же день казакам было приказано под угрозой смерти в течение суток сдать всё оружие.
Округ наводнили проходящие на юг к фронту красные части, налагавшие на станицы многомиллионные контрибуции. Пришлые трибуналы начали составлять расстрельные списки, постановили отобрать имущество у «богачей и буржуев». Хлеб был взят под учёт, любые деньги, кроме советских, были запрещены, начались реквизиции. К началу восстания было расстреляно до 300 казаков, появились слухи о расстрельных списках в сотни казаков из каждой станицы, что вконец взбудоражило верхнедонцев. Ревкомы и исполкомы станиц претворяли в жизнь решения руками пары сотен бойцов из числа заградительных отрядов, рабочих дружин и милиции. 6 марта Верхне-Донской округ был ликвидирован, вместо него создавался Вёшенский район из Казанской, Мигулинской, Вёшенской, Еланской, Усть-Хопёрской и Краснокутской станиц.
Уходя за Донец, окружной атаман Захар Алфёров оставил подъесаулов Илью Сафонова и Алексея Алфёрова готовить подпольную сеть для восстания, которое должно было помочь будущей атаке Донской армии через округ. Вопрос, насколько это подполье способствовало восстанию, остаётся дискуссионным: большинство белых активистов были в числе первых расстрелянных, а повстанцы отрицали сколь-нибудь централизованный характер восстания. В то же время газеты Добровольческой армии предсказали восстание и утверждали о ключевой роли Алфёрова. В начале марта в Вёшенской была раскрыта «подпольная ячейка». Входивший в неё Павел Кудинов сумел убедить красных в своей непричастности.

## Силы сторон
Восставшие по данным командующего восстанием Павла Кудинова:
- 1-я конная дивизия (Каргинская, Боковская, Вёшенская) — командующий — хорунжий Харлампий Васильевич Ермаков
  - 3-й конный полк — подхорунжий П. Боков
  - 4-й конный полк — подхорунжий Иван Платонович Рябчиков
  - 5-й конный полк — подхорунжий Иосиф Алексеевич Фаддеев, затем есаул Алифанов
  - 6-й пеший полк — вахмистр Иван Александрович Зыков
- 2-я конно-пешая дивизия (Мигулинская) — сотник Митрофан Терентьевич Меркулов
  - 1-й пеший полк — хорунжий Петр Савельевич Прибытков
  - 1-й конный полк — подхорунжий Егоров
  - 2-й конный полк — подхорунжий Филимонов, затем вахмистр Сетраков
  - 3-й конный полк
  - 4-й конный полк — подхорунжий Рыбников
- 3-я дивизия (Казанская) — сотник Афанасий Арсентьевич Егоров
  - 1-й конный полк — подхорунжий Башкин
  - 2-й конный полк — подхорунжий Агафонов
  - Партизанский отряд — хорунжий Д. Шумилин
- 4-я дивизия (Казанская, Вёшенская, Воронежская губерния) — подхорунжий Кондратий Егорович Медведев
  - Шумилинский полк — урядник Симонов Дударевский (Ежовский) полк — прапорщик Иван Константинович Благородов
  - Колодезно-Березняговатский полк — фельдфебель Климов, затем подхорунжий Разогреев
- 5-я дивизия (Вёшенская, Еланская, Хопёрский округ)
  - 1-й Вёшенский полк — прапорщик Николай Васильевич Дарин
  - 2-й Еланский полк — хорунжий Иван Федорович Голицын
  - 3-й Калиновский полк — подхорунжий Митичкин, затем подхорунжий Гришин
  - 4-й Букановский полк — сотник Белов
- Отдельная бригада (с конца мая — 6-я повстанческая дивизия) —  хорунжий Дмитрий Колычев, затем сотник Богатырев
  - 1-й Еланский полк — подхорунжий Григорий Матвеевич Богатырев
  - 2-й Вёшенский «смешанный» полк — вахмистр Ванифатий Назарович Кудинов
  - Усть-Хопёрская сотня (позже — 1-й Усть-Хопёрский полк) — подхорунжий Митичкин
  - Партизанская сотня (с конца апреля)
- Перешедшие на сторону восставших части Красной Армии
  - 4-й Сердобский (краснознамённый) полк (с 12 апреля) — штабс-капитан Виталий Иосифович Врановский
  - 2-й заградительный отряд (с 12 апреля)
  - 2-я сотня Федосеевского полка (с 27 апреля)

### Экспедиционные силы
- Экспедиционная дивизия 8-й армии (на 20 апреля) — Антонович
  - Журавская группа
    - 103-й стрелковый полк
    - 104-й стрелковый полк
    - 106-й стрелковый полк
    - 107-й стрелковый полк
    - Сводный кавдивизион
    - 2-й дивизион 2-й артбригады
    - 2-й заградотряд
    - 3-й заградотряд
    - Отряд курсантов

  - Богучарская группа
    - Правый отряд
    - Левый отряд
    - Калужский эскадрон
    - 1-й заградотряд 13-й стрелковой дивизии
    - 3-й заградотряд 12-й стрелковой дивизии

  - Калачевская группа
    - Правый отряд
    - Левый отряд
    - 1-й конный полк
    - Отряд моряков
    - Пензенско-Саратовский отряд
- Экспедиционная дивизия 8-й армии (на 27 марта) — Волынский
  - 1-й Московский полк
  - 5-й Заамурский полк
  - 204-й Сердобский полк
  - 1-й заградотряд
  - 2-й заградотряд
  - 3-й заградотряд
  - 1-й Саратовский конный полк
  - 2-й Камышинский дивизион
  - Десять запасных рот
  - Батальон лыжников
  - 5-я конная батарея
  - 23-я противосамолётная батарея

## Ход восстания
В. И. Ленин внимательно следил за ходом операций по подавлению восстания — подчеркивая его опасность и давая указания как Реввоенсовету, так и командованию Южного фронта по скорейшей его ликвидации.
Многие солдаты 9-й армии РККА, направленной на подавление восстания, сочувствовали казакам и воевали неохотно. 204-й Сердобский полк РККА в полном составе перешел на сторону восставших.

## Итоги
Донское казачество сумело при поддержке частей Донской армии сдержать натиск экспедиционных войск. Это в значительной мере позволило Вооружённым силам Юга России под командованием генерала Деникина прорваться в пределы Донской области, создав угрозу выхода в Центральные районы России.
В военном отношении восстание являло роль отвлекающего фактора и притянуло на себя часть сил Красной Армии, что способствовало успешному наступлению Донской армии.
28 мая−2 июня, учитывая обстановку, Донское командование перешло в наступление по всему фронту. Захватив инициативу, части Донской армии заняли 29 мая Миллерово, 1 июня Луганск, и, взаимодействуя с частями Добровольческой армии, вытеснили 8-ю армию РККА на север, на воронежское направление, а 9-ю армию РККА на северо-восток, на балашовское направление, открывая дорогу на Орёл и Тулу.

## В искусстве
Вешенское восстание отражено в романе «Тихий Дон» (третья книга), где отца главного героя Пантелея Мелехова освобождают из красного плена повстанцы, а сам Григорий Мелехов командует вешенской дивизией повстанцев. Также в романе отражён переход красного Сердобского полка на сторону повстанцев.

## Комментарии
1. ↑  Американский историк Питер Кенез утверждает, что решающей причиной восстания стали репрессии красных против православных священников[3]